# Witry
Witry is een plaats en deelgemeente van de Belgische gemeente Léglise. Witry ligt in de provincie Luxemburg en was tot de gemeentefusies van 1 januari 1977 een zelfstandige gemeente.

## Demografische ontwikkeling
- Bronnen:NIS, Opm:1831 tot en met 1970=volkstellingen, 1976= inwoneraantal op 31 december

Deelgemeenten: Assenois · Ébly · Léglise · Mellier · Witry

Overige dorpen: Behême · Bernimont · Bombois · Burnaimont · Chêne · Chevaudos · Gennevaux · Habaru · Lavaux · Les Fossés · Louftémont · Maisoncelle · Narcimont · Naleumont · Nivelet · Rancimont · Thibessart · Traimont · Vaux-lez-Chêne · Vlessart · Volaiville · Winville · Witimont

Belgische gemeenten · Arrondissement Neufchâteau · Luxemburg · Wallonië